# Consett A.F.C.
Consett AFC là một câu lạc bộ bóng đá có trụ sở tại Consett, Hạt Durham, Anh. Đội bóng hiện thi đấu tại Northern Premier League Division One East và có sân nhà ở Belle View.

## Danh hiệu
- Northern League
  - Nhà vô địch Division Two các mùa giải 1988–89, 2005–06
  - Nhà vô địch Challenge Cup mùa giải 1994–95
- North Eastern League
  - Nhà vô địch mùa giải 1939–40
  - Nhà vô địch Division Two mùa giải 1926–27
  - Nhà vô địch League Cup các mùa giải 1950–51, 1953–54
- Northern Counties League
  - Nhà vô địch mùa giải 1961–62
- Sunderland Shipowners Cup
  - Nhà vô địch mùa giải 1967–68[3]
- Sunderland Shipowners Centenary Cup
  - Nhà vô địch mùa giải 1997–98[3]
- Monkwearmouth Charity Cup
  - Nhà vô địch mùa giải 1967–68[3]
- Durham Challenge Cup
  - Nhà vô địch các mùa giải 1947–48, 1949–50, 1958–59, 1960–61, 1968–69, 2006–07, 2017–18

## Thống kê
- Thành tích tốt nhất tại FA Cup: Vòng một mùa giải 1958–59, 1996–97[4]
- Thành tích tốt nhất tại FA Trophy: Vòng hai mùa giải 1978–79[4]
- Thành tích tốt nhất tại FA Vase: Á quân mùa giải 2019–20[4]
- kỷ lục khán giả tham dự:
  - Trên sân Belle Vue Park: 7,000 người trong trận đấu với Sunderland (dự bị), tháng 8 năm 1950[3]